# Nomisia palaestina
Nomisia palaestina är en spindelart som först beskrevs av O. Pickard-Cambridge 1872.  Nomisia palaestina ingår i släktet Nomisia och familjen plattbuksspindlar. Inga underarter finns listade i Catalogue of Life.